# Ylva Annerstedt
Ylva Sibylla Vivian Annerstedt, under en period Mjörnefeldt, född Olsson 7 oktober 1939 i Hjorteds församling i Kalmar län, död 15 juli 2013 i Grasse i Alpes-Maritimes i Frankrike, var en svensk politiker, lärare och företagare.

## Biografi
Ylva Annerstedt föddes i Hjorted men kom tidigt att flytta runt mellan olika bostadsorter, då fadern arbetade som ingenjör vid Vägverket. Efter studentexamen i Lund tog hon en fil mag och speciallärarexamen i Stockholm. Ylva Annerstedt bosatte sig i Södertälje, där hon var verksam som lärare vid Täljegymnasiet. Det var också i Södertälje som hon engagerade sig i politiken och hon representerade  Folkpartiet i stadsfullmäktige/kommunfullmäktige 1968-1991 (1988-1991 som fullmäktiges 1:e vice ordförande).
Ylva Annerstedt var riksdagsledamot för Stockholms läns valkrets som statsrådsersättare 15 januari–3 juni 1978, 6 november 1978–12 oktober 1979, 7 oktober 1980–5 oktober 1981 och 1 januari–3 oktober 1982 och därefter ordinarie ledamot riksdagsåren 1985/86–1993/94. I riksdagen var hon bland annat ledamot av  utrikesutskottet 1979/80, utbildningsutskottet 1980/81-1981/82 och 1985/86-1987/88 och konstitutionsutskottet 1988/89-1993/94. Hon var även ledamot av EG–Sverige-kommittén 1992-94 och riksdagens EES/EFTA-delegation 1993/94. Som politiker engagerade hon sig främst i frågor om utbildning, skatter, integration och migration samt Europapolitik.
Under tiden som riksdagsledamot var Ylva Annerstedt styrelseledamot i dåvarande Skolöverstyrelsen, Sida och Nordiska rådet.
Ylva Annestedt var också en engagerad småföretagare, och drev det egna klädmärket Ylva of Scandinavia.
Efter sin pensionering flyttade Ylva Annerstedt till Nice i Frankrike, där hon var verksam som målande konstnär. Denna verksamhet ledde till utställningar i Vence, Tourette sur Lout, Nice och Stockholm.